# Nándor Horánszky

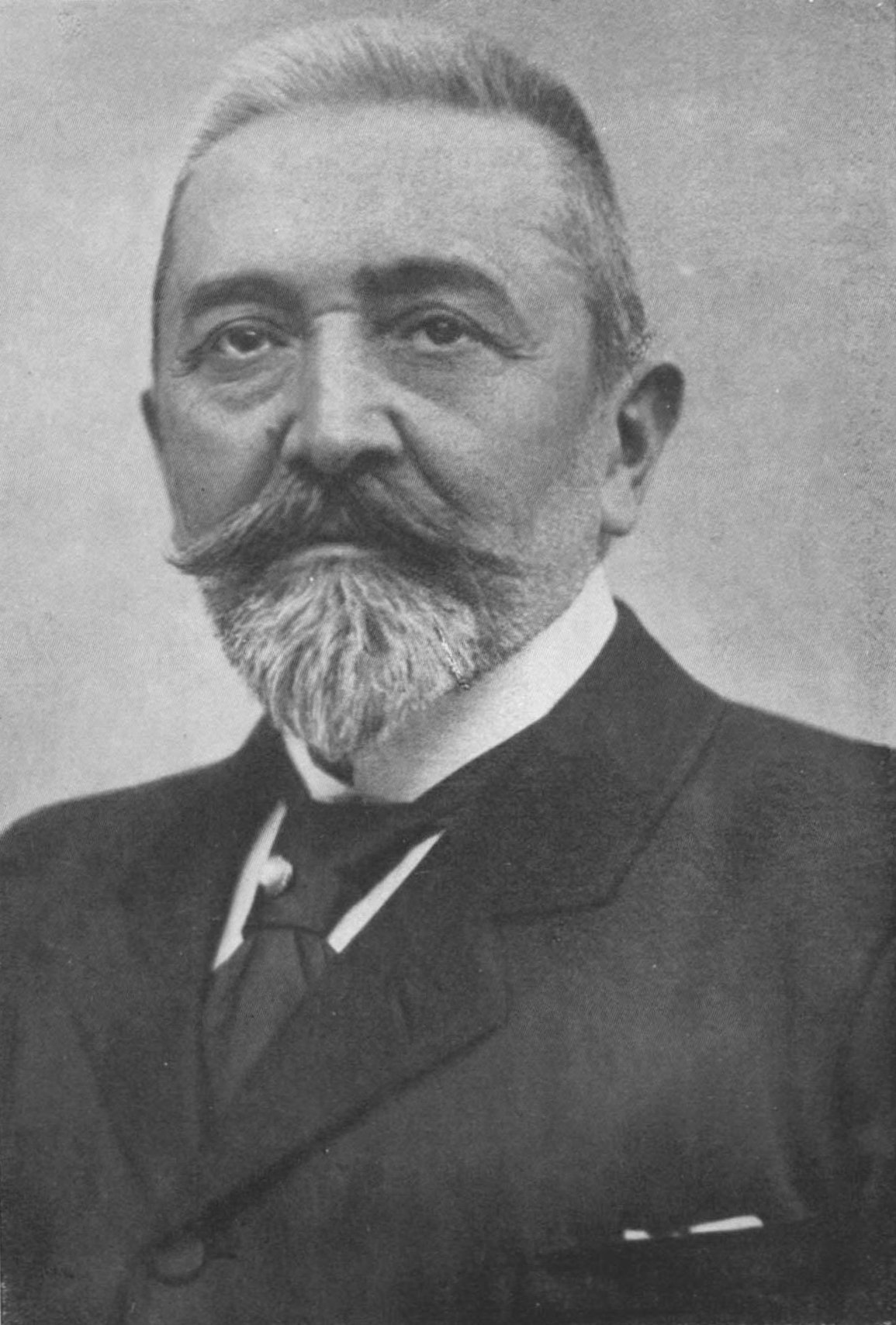
Nándor Horánszky

Nándor Horánszky de Hóra (Eger, 15 januari 1838 - Boedapest, 19 april 1902) was een Hongaars jurist en politicus.

## Biografie
Horánszky ging naar de middelbare school in zijn geboortestad Eger en ging nadien studeren aan de Universiteit van Pest. In 1861 begon hij te werken voor het gerecht. Hij werd voor de eerste keer tot lid van het Huis van Afgevaardigden gekozen in 1872 voor de partij Linkercentrum, die in 1875 opging in de Liberale Partij. Hij werd voorzitter van deze partij in 1892. In 1902 was hij kortstondig handelsminister in de regering-Széll.